# 卡斯蒂略金字塔

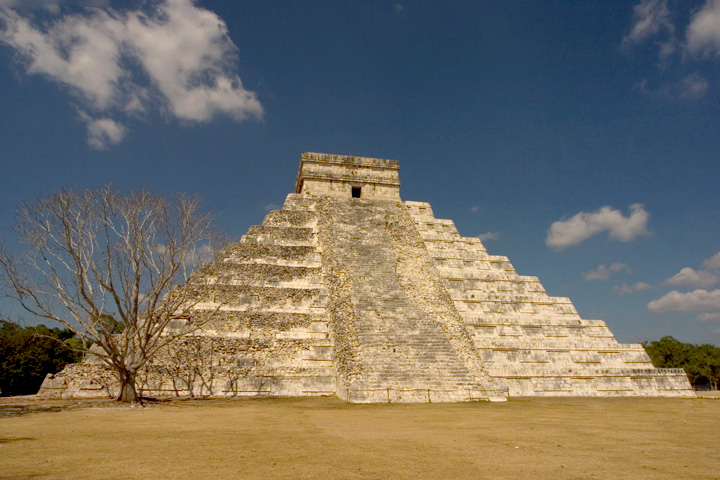
卡斯蒂略金字塔

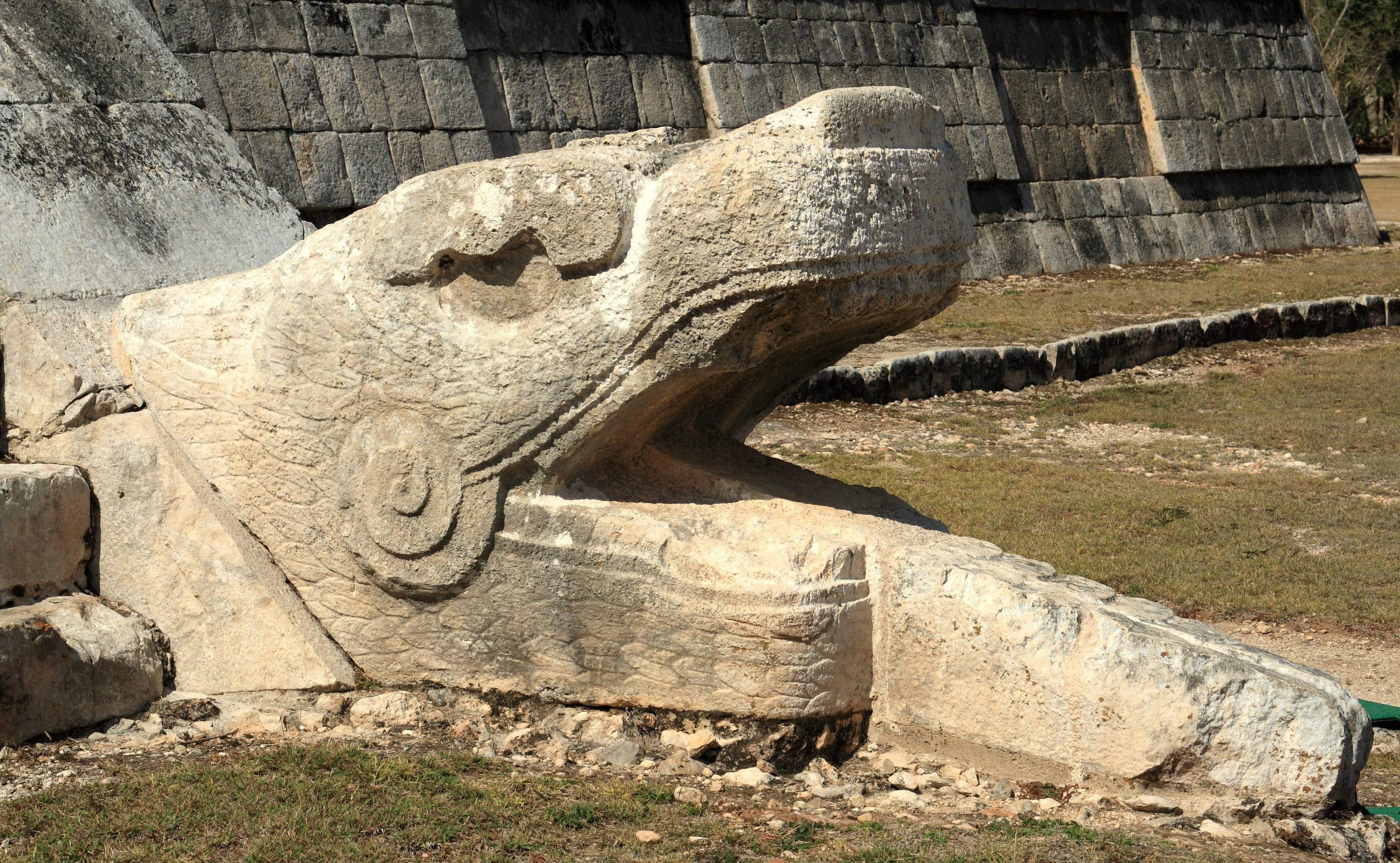
位於卡斯蒂略金字塔階梯底部的羽蛇神頭像

卡斯蒂略金字塔（西班牙語：El Castillo，意為“城堡”）位於猶加敦半島瑪雅遺跡奇琴伊察的中心，建造於11至13世紀之間，為祭祀羽蛇神的神廟。金字塔的四面樓梯都是91階，但若金字塔頂端的神廟如果也算成一階的話，卡斯蒂略金字塔總共有365階，每一階就代表哈布曆（Haab'，瑪雅曆的其中一種）的每一天。
在春分與秋分的日出日落時，金字塔的拐角在北面的階梯上投下羽蛇神狀的陰影，並隨著太陽的位置在金字塔的北面移動。卡斯蒂略金字塔高24公尺，塔頂神廟高六公尺，基座長約為55.3公尺。金字塔總共有九層，與馬雅的宇宙觀相同。